# جبال ونوغة
جبال ونوغة هي سلسلة جبلية من الأطلس التلي تقع في منطقة القبائل ضمن الجزائر.

## وصف
تقع سلسلة جبال "ونوغة جنوب شرق جبال جرجرة في منطقة القبائل.
وقد استوطن العرش الأمازيغي المسمى «آث إيوانوغان» هذه المرتفعات التي حملت اسمهم التاريخي.
وترتفع هذه الجبال إلى علو أكثر من 1 800 متر فوق سطح البحر الأبيض المتوسط، ويقابله غير بعيد جبل ديرة.
ويمكن من أعالي «جبال وانوغة» إبصار منطقة سور الغزلان مع ديرة في ولاية البويرة الحالية.
وقد كانت قوافل التجار والمسافرين تتخذ من سفح هذا الجبل المنيع ممرا لها.
ويتصل هذا الجبل مع مرتفعات «مزيطة» وصولا إلى منطقة مجانة.

## جيولوجيا
تمتد قمم وسفوح سلسة جبال ونوغة جنوب شرق جبال جرجرة على طول 38 كيلومتر انطلاقا من «جبل بشيلقة» إلى غاية «جبل طارمونت».
وتحد جيولوجيا هذه السلسلة الجبلية غربا «جبال مقنين» وشرقا جبال البابور، ويعود تشكلها إلى حقبة الحياة الوسطى، والعصر الطباشيري، والعصر الجوراسي أين ظهر الأطلس التلي.

## قلعة ونوغة
تُعتبر قلعة ونوغة من أهم الآثار والمواقع التاريخية الموجودة في مرتفعات «جبال ونوغة».
وقد تم بناؤها على ربوة صخرية منيعة غير بعيد عن مدينة شلاطة الحالية.
وقد كانت تستخدم هذه البناية المرتفعة من أجل تخزين المواد الغذائية وغيرها من الأغراض.
كما كان أعيان بجاية يتحصنون فيها أثناء الأحداث التاريخية المختلفة.
وقد اتخذ الأمير عبد القادر من «جبال ونوغة»، وخاصة القلعة الحصينة، مركزا لقيادة هذه المنطقة بعد تعديل معاهدة تافنة يوم 30 ماي 1837م.